# کلیسای نرسس کبیر مقدس
کلیسای نِرسِس کبیر مقدس ( ; انگلیسی: Church of St. Nerses the Great) یک کلیسا (ساختمان) کاتولیک ارمنی واقع در مارتونی، جمهوری آرتساخ می‌باشد.  این بنا به سبک معماری ارمنی طراحی شده‌است.